# Axel Haase
Axel Julius Haase (* 6. April 1952 in Hof) ist ein deutscher Physiker. Von 2003 bis 2009 war er Präsident der Universität Würzburg.
Er promovierte 1980 an der Justus-Liebig-Universität Gießen über das Thema pH-Indikationen als Potentialsonden in Membranen: Lokalisierung u. Anwendung. Er forschte in Oxford, Göttingen, Bremen und Würzburg zur Kernspinresonanz an biologischen Systemen. Er ist ordentlicher Professor für Physik in Würzburg. Seit 2010 ist er Leiter des Zentralinstitutes für Medizintechnik der Technischen Universität München. Eine seiner Arbeiten markiert einen Durchbruch der klinischen Magnetresonanztomographie (MRT) durch die Einführung schneller FLASH-Sequenzen. Er ist Gründer und Herausgeber der wissenschaftlichen Zeitschrift Magnetic Resonance Materials in Physics, Biology and Medicine.

## Auszeichnungen
- Ordentliches Mitglied der Bayerischen Akademie der Wissenschaften
- Bundesverdienstkreuz 1. Klasse (2025)[1]

## Publikationen
- A. Haase A, J. Frahm, D. Matthaei, W. Hanicke, K. D. Merboldt: FLASH Imaging. Rapid NMR Imaging Using Low Flip-Angle Pulses. In: J Magn Reson. Band 67, Nr. 2, 1986, S. 258–266, doi:10.1016/0022-2364(86)90433-6.